# Birpurush
Birpurush Es un poema escrito por Rabindranath Tagore. El poema relata a un niño que fantasea con salvar a su madre de un grupo de bandidos armados conocidos como dacoits
En la noche cuando el sol se ha puesto ellos llegan a un lugar estéril. No hay un alma ahí. Hasta el ganado ha vuelto a casa. Andar a paso silencioso reina ahí. La madre está un poco temerosa y se pregunta a dónde habrán llegado! El niño le asegura que hay un pequeño río delante. La madre ve una luz resplandeciente y le pregunta a su hijo al respecto. De pronto ellos oyen el llanto "Ha re, re re, re re" una banda de dacoits ataca su caravana. La madre se estremece dentro del palanquín; los cargadores del palanquín se esconden en la maleza. El niño asegura a la madre, y enfrenta con coraje a los dacoits. Una fantástica pelea sigue en la cual el hijo emerge victorioso. El hijo regresa con su madre quien le besa la frente y agradece.
La imaginación ahora vuelve de este evento al preguntarse el poeta por qué eventos emocionantes como este no suceden en la forma mundana de la vida real! Sería como una historia de aventura que fascinaría a todo el mundo

### Citas
1. ↑  Manjula Datta (18 de abril de 2001). Bilinguality and Literacy: Principles and Practice. Continuum International Publishing Group. pp. 4-. ISBN 978-0-8264-4840-8. Consultado el 22 de agosto de 2012.
2. ↑  «Tagore Poem | Birpurush - The Brave man». WBRi. Archivado desde el original el 12 de junio de 2012. Consultado el 22 de agosto de 2012.